# SAT-8
SAT-8は、2000年代初頭にイタリアのFABARM社によって法執行機関向けに開発された半自動ショットガンである。
SAT-8という名前は、半自動、8ショットの略称。

## 特徴
SAT-8は、中〜高圧のラウンドに対処できるガスシステムを使用したガス作動式の半自動ショットガンで、筒状マガジンはバレルの下にあり、SAT-8はポリマーを特徴としており、多種多様なストック、光学部品、アクセサリー、を取り付けることができる。ゴーストリングサイトとチョークブレーキとマズルブレーキの組み合わせが標準である。
SAT-8は、ケース長が2.75または3インチの12ゲージのショットシェルを発射でき、筒状のマガジンには7発のショットシェルを装填可能。SAT-8は精度が高く、非常に制御しやすい為、ガス作動メカニズムにより、迅速な射撃が可能。

## 採用国
SAT-8は、さまざまな法執行機関および警察部隊に採用されているが、その使用度は、Benelli Super 90シリーズやRemington M11-87などの競合他社ほど広く普及していない。

## 登場作品

### ゲーム
『ドールズフロントライン』
ショットガン、星5戦術人形としてS.A.T.8の名称で登場。